# Psycho Magnet
Psycho Magnet  — другий альбом американського гурту London After Midnight, випущений німецьким лейблом «Apocalyptic Vision» у 1996 році. На час виходу цього альбому, у США, в учасників  LAM  не було контракту з фірмою звукозапису. Тому, у своїй рідній країні, вони були змушені самотужки видавати на касеті цей альбом.
Інструментальний трек «Theme From The Film Love And Affliction (Remix)» — був написаний Темліном, тодішнім клавішником колективу. У пізніших виданнях альбому цей трек відсутній.

## Композиції

### Перше видання/оригінал
1. Psycho Magnet — 4:17
2. Where Good Girls Go To Die — 4:19
3. Innocence Lost (Intro) — 0:27
4. Kiss — 6:22
5. Shatter (All My Dead Friends) — 6:09
6. The Bondage Song — 1:56
7. A Letter To God — 2:59
8. Carry On…Screaming (Ruins) — 5:06
9. Theme From The Film Love And Affliction (Remix) — 2:59
10. Hate! — 4:49
11. Where Good Girls Go To Die (Remix) — 4:19
12. Kiss (Ra Mix) — 4:32
13. Untitled — 3:05

### Перевидання 2003 року (Європа, СНД)
1. The Bondage Song (Unchained Mix) — 4:29
2. Kiss (Club Mix) — 4:24
3. Where Good Girls Go To Die — 4:20
4. Psycho Magnet — 4:20
5. Shatter — 6:10
6. A Letter To God — 2:59
7. Carry On…Screaming — 5:05
8. HATE! — 4:50
9. Blessing — 4:13
10. The Christmas Song — 4:53
11. Shatter (Live) — 5:14
12. Atmosphere (Live) — 2:25
13. A Letter To God (Live) — 3:11
14. Untitled — 4:10
15. Innocence Lost — 0:27
16. Kiss — 6:21
17. 99 — 2:59

### Перевидання 2008 року (США)
1. The Bondage Song (Unchained Mix) — 4:29
2. Kiss (Club Mix) — 4:24
3. Where Good Girls Go To Die — 4:20
4. Psycho Magnet — 4:20
5. Shatter — 6:10
6. A Letter To God — 2:59
7. Carry On…Screaming — 5:05
8. HATE! — 4:50
9. Blessing — 4:13
10. Innocence Lost — 0:27
11. Kiss — 6:21
12. 99 — 2:59

## Музиканти
- Бас — Michael Areklett
- Ударні, перкусія, програмування — Douglas Avery
- Гітара — William Skye
- Клавішні, семпли — Tamlyn
- Фото — Natalie Meza
- Вокал, гітара, клавішні, оформлення — Sean Brennan